# Emilia Goggi
Emilia Goggi (Prato, 10 d'octubre de 1817 – 29 d'agost de 1857) fou una mezzosoprano italiana, coneguda també amb el nom d′Emilia Goggi-Marcovaldi. Va actuar als teatres italians i espanyols més importants.
El cognom compost Goggi-Marcovaldi es deu a les unions ocorregudes al segle xviii entre les dues famílies més nobles de la ciutat de Prato: els Goggi i els Marcovaldi. Emilia Goggi va mostrar un talent precoç i a l'edat de sis anys va entrar al Conservatori de Santa Caterina, on va estudiar cant amb Giuseppe Orlandi. La primera aparició pública la va fer a l'edat de divuit anys, quan va cantar Casta Diva de l'òpera Norma de Vincenzo Bellini en un concert d'estudiants al conservatori. Va continuar els estudis a Florència amb Antonio Giuliani i va començar a actuar en rols secundaris de soprano.
En 1841 va debutar al Teatre La Fenice de Venècia, en el rol de Adalgisa de Norma, amb una gran èxit. Des de llavors va obtenir rols importants en els teatres del nord d'Itàlia. Va cantar com a soprano en Barcelona en la temporada de primavera de 1843 en el Teatre de la Santa Creu, debutant el dia 16 d'abril de 1843 en l'òpera Gemma di Vergy de Gaetano Donizetti. Més tard va actuar a Barcelona en el paper d'Abigaille en Nabucco i en 1846 com Elvira en Ernanii. L'extensió del registre vocal i el timbro fosc de la seva veu la van fer canviar al repertori de mezzosoprano, i en el 1853 representà el rol d'Azucena en l'estrena mundial de Il trovatore de Verdi al Teatre Apol·lo de Roma. En el mateix any va interpretar el mateix rol a Florència, després a Turí i després a Nàpols en 1854 i a Pisa en 1856.
A més del paper d'Azucena, Goggi va inspirar també els papers de Diomira en Giulio d'Este de Fabio Campana (estrenada al Teatre dels Avvalorati, Livorno, 28 d'agost de 1841) i de Erminia en Ernesto, duca di Sicilia de Josep Piqué i Cerveró (Teatre Principal, Barcelona, 4 de novembre de 1844). Va morir sobtadament a l'edat de 39 anys mentre preparava una gira per Anglaterra i va ser sepultada en la tomba familiar del claustre de l'Església de Sant Agustí de Prato. No es va casar mai.